# Serches
Serches település Franciaországban, Aisne megyében. Lakosainak száma 277 fő (2022. január 1.). Serches Acy, Chacrise, Ciry-Salsogne, Couvrelles, Maast-et-Violaine és Nampteuil-sous-Muret községekkel határos.

## Népesség
A település népessége az elmúlt években az alábbi módon változott:
| Lakosok száma | 310  | 254  | 304  | 298  | 316  | 311  | 309  | 293  | 285  | 277  |
|               | 1968 | 1982 | 1990 | 2006 | 2013 | 2015 | 2017 | 2019 | 2020 | 2022 |